# Ptychadena harenna
Ptychadena harenna é uma espécie de anfíbio da família Ranidae.
É endémica de Etiópia.
Os seus habitats naturais são: regiões subtropicais ou tropicais húmidas de alta altitude, rios e marismas intermitentes de água doce.
Está ameaçada por perda de habitat.